# Tiny Wings
Tiny Wings ist ein iOS-Spiel des deutschen Entwicklers Andreas Illiger, das für iPhone, iPod touch und später auch für iPad und Apple TV entwickelt wurde.

## Spielkonzept
Im Spiel übernimmt der Spieler die Kontrolle über einen grünen Vogel, der wegen seines Übergewichts und seiner zu kurzen Flügel kaum weite Strecken überwinden kann. Der Vogel muss durch eine Landschaft aus Hügeln geführt werden, von denen er möglichst viele überwinden soll. Dazu hat er nur so lange Zeit, bis die Sonne untergeht und der Vogel daraufhin einschläft. Die Hügel der Landschaft benutzt er als Rampen, um Schwung aufzunehmen und so möglichst weit zu gleiten. Durch die einfach gehaltene Steuerung kann der Spieler den Vogel durch Drücken auf den Bildschirm nun „schwerer“ machen, sodass dieser Schwung bekommt, während er einen Hügel hinunter gleitet. Durch gezieltes Loslassen des Bildschirms wird der Vogel wieder „leichter“ und kann den nächsten Hügel nun beschleunigt hinauf gleiten und so sogar zum Fliegen gebracht werden. Ziel des Spiels ist es, möglichst viele Inseln zu überqueren, bevor die Zeit – symbolisiert durch die untergehende Sonne – abgelaufen ist.
Im kostenlosen Update auf Version 2.0 (Mitte Juli 2012) wurde neben einem neuartig gestalteten Menü außerdem der Modus „Flugschule“ implementiert. In diesem ist es möglich, einen der Vögel Owell, Peli, Peck oder Flami zu wählen und gegen die verbliebenen drei, nun vom Computer gesteuert, in Rennen anzutreten. Zu den anfänglich drei Welten „Clown Inseln“, „Koi Inseln“, und „Orca Inseln“, die in jeweils fünf einzelne Inseln gegliedert sind, kamen in späteren Updates die „Tuna Inseln“ und die „Gupy Inseln“ hinzu.
Tiny Wings wurde ursprünglich als reines Einzelspieler-Spiel konzipiert. Im ersten kleineren Update wurde jedoch ermöglicht, über das Game Center Highscores mit Freunden oder global mit anderen Spielern vergleichen. Auf dem iPad können seit 2012 zudem zwei Spieler in einem Mehrspieler-Modus über einen Split Screen gegeneinander antreten.

## Entwicklung
Das Spiel wurde von Andreas Illiger, der an der Kieler Muthesius Kunsthochschule Kommunikationsdesign studierte, innerhalb von sieben Monaten entwickelt. Es erschien im Februar 2011 im App Store.
Am 13. Juli 2012 wurde, neben dem Update auf Version 2.0 für das originale Tiny Wings, auch die separate App Tiny Wings HD im App Store veröffentlicht. Diese speziell für das iPad konzipierte App bot neben den Features der originalen App eine erhöhte Auflösung für das Retina-Display des iPad.
Seit dem Update auf Version 2.2 am 1. Dezember 2016 lässt sich Tiny Wings auch auf dem Apple TV spielen.
Durch das Update auf Version 2.3 im Dezember 2017 wurde Tiny Wings zur Universal-App für alle Endgeräte (bis auf Apple-TV) und die App Tiny Wings HD somit obsolet.

## Rezeption
Tiny Wings erreichte nach seiner Veröffentlichung in 49 Ländern den ersten Platz der meistverkauften Apps im App Store. Von Apple wurde es in Europa als iPhone-Spiel des Jahres 2011 ausgezeichnet.

„Tiny Wings ist ein rundum liebenswertes Spiel: […] Die Musik herrlich entspannt, die Bedienung einfach.“